# Harjalliset
Harjalliset är öar i Finland. De ligger i Skärgårdshavet och i kommunen Tövsala i den ekonomiska regionen  Nystadsregionen i landskapet Egentliga Finland, i den sydvästra delen av landet. Öarna ligger omkring 39 kilometer väster om Åbo och omkring 190 kilometer väster om Helsingfors.
Arean för den av öarna koordinaterna pekar på är 10,1 hektar och dess största längd är 490 meter i sydväst-nordöstlig riktning. Ön höjer sig omkring 10 meter över havsytan.